# Burni Pinah
Burni Pinah är ett berg i Indonesien.   Det ligger i provinsen Aceh, i den västra delen av landet, 1 500 km nordväst om huvudstaden Jakarta. Toppen på Burni Pinah är 1 548 meter över havet.
Terrängen runt Burni Pinah är bergig norrut, men söderut är den kuperad. Trakten runt Burni Pinah är nära nog obefolkad, med mindre än två invånare per kvadratkilometer. I omgivningarna runt Burni Pinah växer i huvudsak städsegrön lövskog.